# Jean Tabary
Pour les articles homonymes, voir Tabary.
Ne doit pas être confondu avec Nicolas Tabary ou Jacques Tabary.
Jean Tabary, né le 5 mars 1930 à Stockholm, en Suède, et mort le 18 août 2011 à Saint-Jean-d'Angle,, est un auteur de bande dessinée français. 
Il est surtout connu pour avoir créé en 1962 avec le scénariste René Goscinny la série humoristique Iznogoud, qu'il a dessinée jusqu'en 2004. Il est également le créateur des séries Richard et Charlie (1956-1962), Grabadu et Gabaliouchtou (1959-1977), Totoche (1959-2002), Corinne et Jeannot (1959-1999) et Valentin le vagabond (1962-1974).

## Biographie
Né d'un père violoniste et d'une mère au foyer, son premier métier est « staffeur », décorant les plafonds de sculptures en plâtre ou staff.  Il devient ensuite dessinateur de bandes dessinées.
En 1956, l'hebdomadaire français Vaillant publie sa première série importante, Richard et Charlie. 
En 1958, il crée Totoche, d'où surgissent les célèbres Corinne et Jeannot. 
En 1960, il crée Grabadu et Gabaliouchtou dans Vaillant, consacrés « héros les plus cons de la BD » par Gotlib.
Le tournant de la carrière de Jean Tabary est la création, avec René Goscinny, de la série Les aventures du calife Haroun el Poussah (qui sera par la suite rebaptisée Les aventures d'Iznogoud) dans Record en janvier 1962. Elle sera poursuivie dans Pilote. En mars de la même année il crée, toujours avec René Goscinny, la série Valentin le vagabond, dont il reprend rapidement le scénario.
À la fin des années 1970, Jean Tabary se lie d'amitié avec un jeune journaliste d'Europe 1 puis d'Antenne 2, Francis Slomka. Ensemble ils créent les Éditions BD'Star puis les Éditions de la Séguinière. Ils éditent notamment deux mensuels Les vacheries de Corinne à Jeannot et Les Récrés de Totoche (1979 à 1981).
Victime d'un accident vasculaire cérébral en 2004, il arrête de dessiner et confie Iznogoud à ses trois enfants qui publient un 28e album en 2008. Il meurt le 18 août 2011 à Pont-l'Abbé-d'Arnoult, en Charente-Maritime, où il vivait depuis une trentaine d'années.
Deux de ses frères sont illustrateurs et dessinateurs de BD : Jacques Tabary, qui a travaillé pour le studio Pif et les Totoche Poche, et Peter Glay surtout connu pour ses travaux dans Pilote. Le fils de Jean, Nicolas Tabary, est également auteur de BD. Il a notamment assuré le dessin pour l'album intitulé Iznogoud président, scénarisé par Nicolas Canteloup et Laurent Vassilian et publié en 2012 par les éditions IMAV.